# Boisemont (Eure)
Boisemont – miejscowość i dawna gmina we Francji, w regionie Normandia, w departamencie Eure. W 2013 roku populacja ówczesnej gminy wynosiła 776 mieszkańców. 
W dniu 1 stycznia 2019 roku z połączenia trzech ówczesnych gmin – Boisemont, Corny oraz Fresne-l'Archevêque – powstała nowa gmina Frenelles-en-Vexin. Siedzibą gminy została miejscowość Boisemont. 